# ヘティ・グリーン

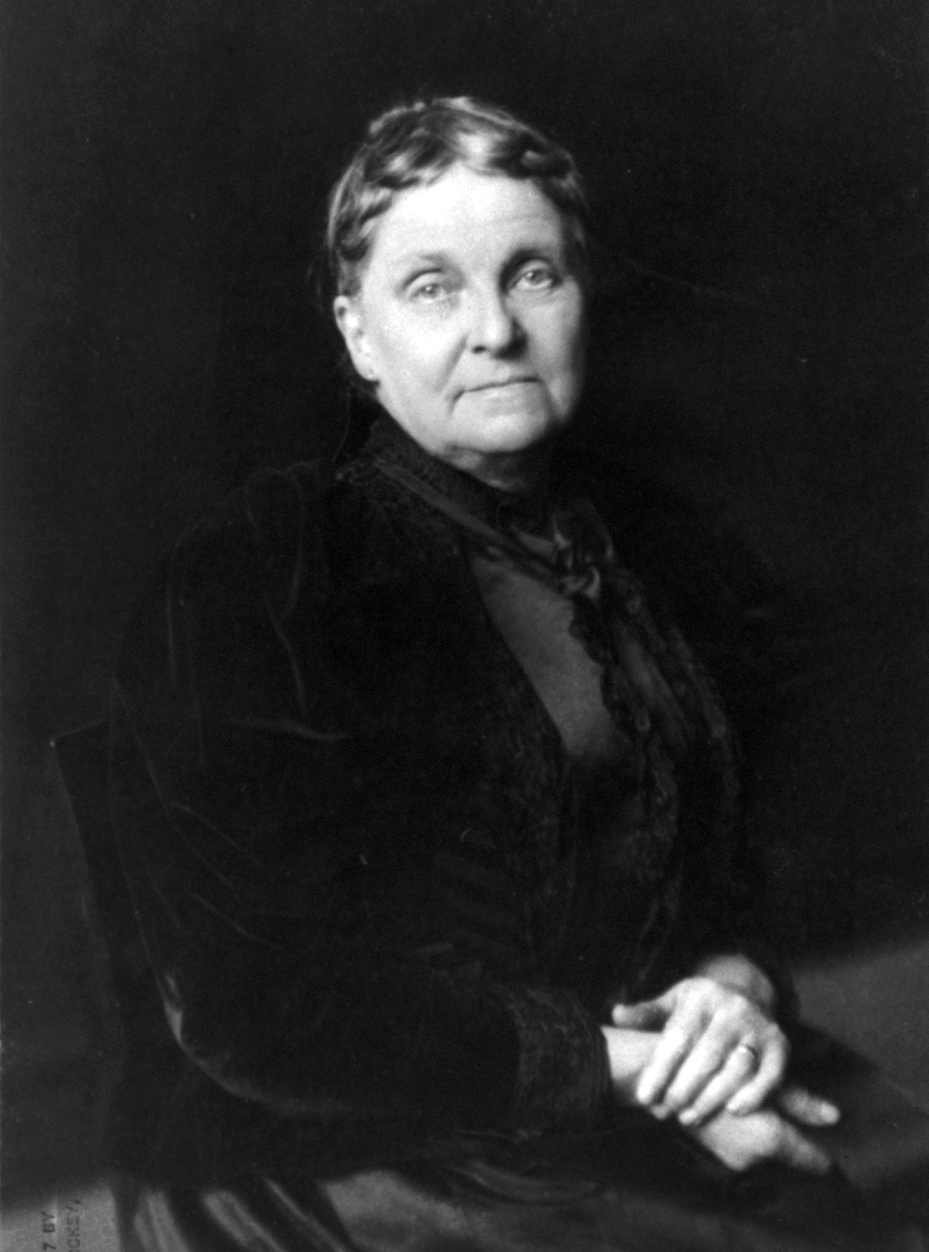
ヘティ・グリーン

ヘティ・グリーン（Hetty Green,本名：ヘンリエッタ・ハウランド・ロビンソン・グリーン（Henrietta Howland Robinson Green）、1834年11月21日 - 1916年7月3日）は19世紀から20世紀初頭にかけてのアメリカの女性投資家、実業家。︎︎また、史上最も有名な倹約家である。その資産は現在の貨幣価値で、12億ドルとも言われる。

## 人物
捕鯨業で財をなしたクエーカー教徒の生家は代々続く資産家の家に生まれ、両親から譲り受けた100万ドルの財産と400万ドルの信託財産を元に南北戦争時のアメリカ国債や大陸横断鉄道などへの投資・投機を行い、莫大な資産を築く。
南北戦争後、戦後の混乱の中で価値が暴落していたアメリカ国債を買い漁るという行動に出る。その後、アメリカ経済は順調に回復。彼女はさらなる富を得る。
（なおこのエピソードには異説があり、ヘティは南北戦争中にアメリカ国債を買い漁ったとも言われる。その場合はもし南軍が勝てば無一文になっていたことになるが、工業生産力は北部が圧倒的だったため、それを知っていれば大穴どころか鉄板馬券のようなものと言える）
その後も鉄道業への投資などによって更に巨万の富を得る。
さらに1907年の恐慌の時、その勘により発生前に全ての銀行から預金を引き出して現金を確保していたため、全くの無傷で切り抜けた。
ちなみにこの時に100万ドルを現金で引き出された銀行は翌日潰れた。
19世紀末、世界でもっとも資産を持つ女性であり、その投資手腕や風貌などから、「ウォール街の魔女」と呼ばれた。しかし、その資産とは裏腹に常軌を逸したケチであったことでも有名で、ギネスブックにも公認された「世界一のケチ」である。
1916年に親友のリアリー伯爵夫人の自宅に招かれた際に卒中で死去。遺産は約1億ドルと見積もられた。

## 「世界一のケチ」を物語るエピソード
- ボロボロの衣服を着て、安アパートに住んでいた。更には料理を温める光熱費すら惜しんで、冷たいオートミールを食べていた。
- ある時、１人息子（彼はネッド・グリーン大佐として名前を歴史に残す）が足を怪我したが、彼女はその治療費を出す事も惜しんで無料の診療所を探し続けた。その結果、息子は治療が遅れ、壊疽により足を切断する羽目になった。
- 卒中で死亡したが、その直前まで脱脂乳の効用をめぐって口論をしていた。